# 1110 в Україні

## Події
- Похід князів Київської Русі (Володимир Мономах, Святополк із сином Ярославом та Давид Чернігівський) проти половців припинено через сильні морози падіж коней.

## Особи

### Померли
- Пимен Болящий (? — 1110, за менш ймовірними даними — 1139) — християнський православний святий, чернець Печерського монастиря, преподобний.

## Засновані, зведені
- Чучин